# Gesellschaft für Umweltrecht
Die Gesellschaft für Umweltrecht (GfU) ist eine 1976 in Berlin gegründete deutsche wissenschaftliche Fachgesellschaft, ein Verein für Juristen, die sich mit Umweltrecht beschäftigen. Der Sitz der Geschäftsstelle liegt heute im brandenburgischen Kleinmachnow.

## Aktivitäten
Die wichtigste Aufgabenstellung des Vereins ist neben der Vernetzung der Mitglieder die Durchführung von Fachtagungen. Einmal jährlich gibt es regelmäßig eine wissenschaftliche Jahrestagung. Die Dokumentation der Ergebnisse wird im Erich-Schmidt-Verlag publiziert. Außerdem finden nach Möglichkeit Sondertagungen in Arbeitsteams zu speziellen Fachthemen statt.
Die GfU ist Mitglied der Europäischen Gesellschaft für Umweltrecht (European Environmental Law Association, abgekürzt EELA).
Zu den regelmäßigen Aktivitäten zählt auch die Auslobung eines Umweltrecht-Preises für Monographien (in der Regel Dissertationen) auf dem Gebiet des deutschen, europäischen und internationalen Umweltrechts. Der Hauptpreis ist mit 5000 Euro dotiert. Insgesamt vergibt die Gesellschaft drei Preise. Eine Jury hat 2004 die Preisträger aus 23 Bewerbern ermittelt. Die Preisverleihung fand im Plenarsaal des Bundesverwaltungsgerichts statt. Die Laudatio hielt dessen Vorsitzender Richter Stefan Paetow.
Vorsitzender der Gesellschaft ist Wolfgang Ewer. Weitere Vorstandsmitglieder sind Hans D. Jarass, Thomas Mayen, Jürgen Fluck, Stefan Paetow, Alexander Schink und Hermann Hüwels.

## Belege
1. ↑  http://www.gesellschaft-fuer-umweltrecht.de/html/die_gesellschaft.html
2. ↑  Informationsdienst Wissenschaft vom 6. November 2004: Umweltpreis für Dissertation zu „Klimaschutz durch europäisches Gemeinschaftsrecht“ (Seite nicht mehr abrufbar, festgestellt im April 2018. Suche in Webarchiven)  Info: Der Link wurde automatisch als defekt markiert. Bitte prüfe den Link gemäß Anleitung und entferne dann diesen Hinweis.
3. ↑  Gesellschaft für Umweltrecht 2001: „Umweltrecht im Wandel“ PDF-Datei (16kB)